# Karu Jayasuriya

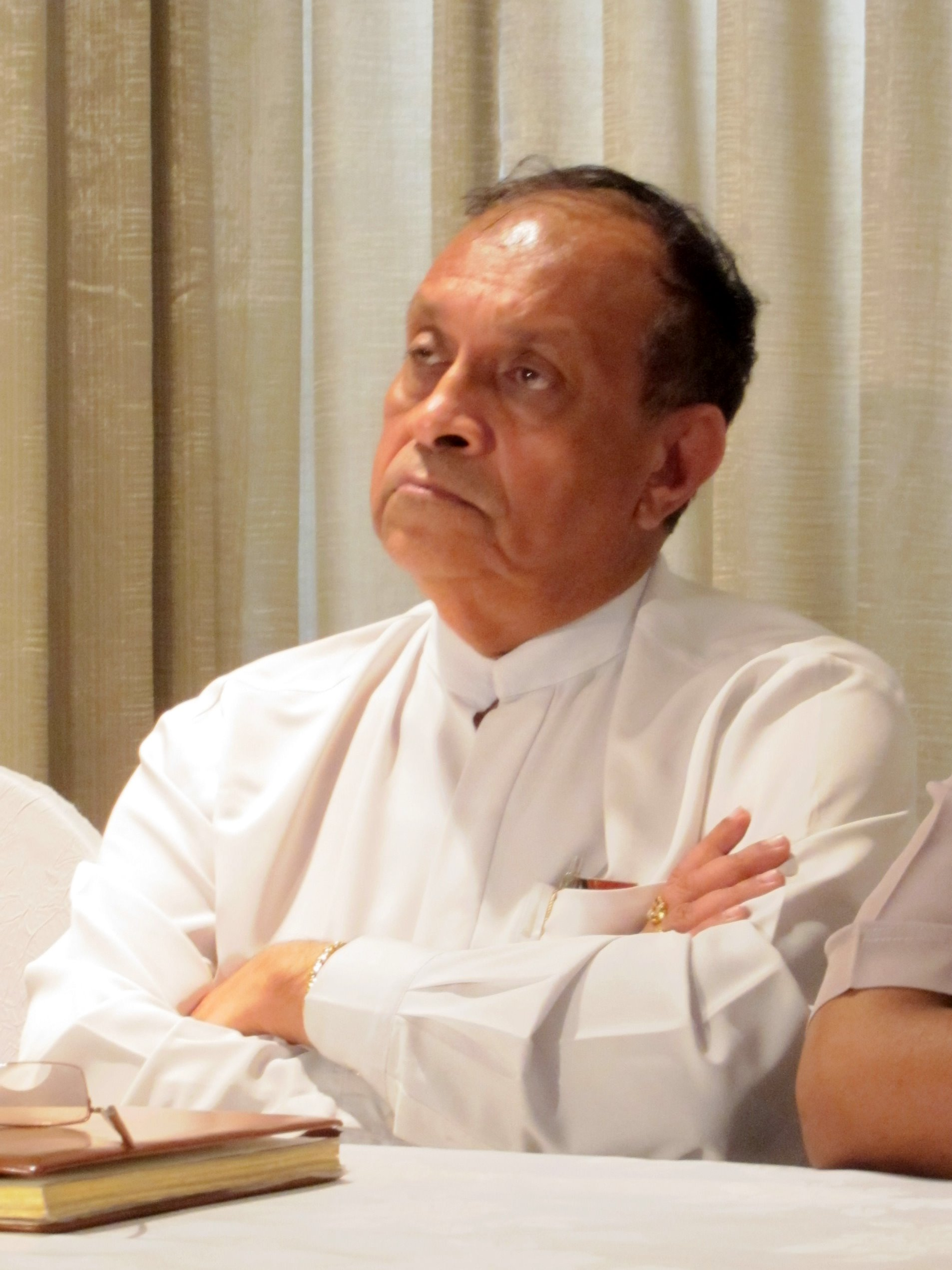
Karu Jayasuriya, 2010

Karu Jayasuriya (* 29. September 1940) ist ein Politiker aus Sri Lanka und ehemaliger Minister des Inneren und der Öffentlichen Verwaltung seines Landes. Er war außerdem stellvertretender Vorsitzender der oppositionellen United National Party.
Er wurde 1997 zum Bürgermeister von Colombo gewählt. Nach seiner effizienten Führung der bevölkerungsreichsten Stadt des Landes, machte ihn die Partei zum Kandidaten des Amtes des Premierministers der Westprovinz. Er weigerte sich, Plakate aufzuhängen, weil sie laut Jayasuriya Gewalt und die Verschmutzung der Stadt fördern. Er sagte, er habe hart gearbeitet, um die Stadt sauber zu halten. Aufgrund des Wahlsieges der United National Party bei der Parlamentswahl 2001 wurde er Energieminister des Landes.
Mit der Auflösung des Parlaments durch Chandrika Kumaratunga im April 2004 und der Wahlniederlage der United National Party bei der Wahl 2004 kehrte er in die parlamentarische Opposition zurück. Bei der Präsidentschaftswahl 2005, bei der Wickremesinghe der Kandidat der Partei war, war Jayasuriya Kandidat der Partei für das Amt des Premierministers. Es gab einen Machtkampf der beiden Politiker. Jayasuriya verlor diesen und wechselte mit 18 weiteren Parlamentariern zur Regierungsseite.
Im September 2015 wurde Jayarusiya zum Sprecher des Parlaments von Sri Lanka gewählt.